# Tyresö FF (futsal)
Tyresö FF – szwedzki klub futsalowy z siedzibą w mieście Bollmora, obecnie występuje w najwyższej klasie rozgrywkowej Szwecji. Jest sekcją futsalu w klubie sportowym Tyresö FF.

## Sukcesy
- Mistrzostwo Szwecji (1): 2003/04